# Timoides agassizi
Timoides agassizi är en nässeldjursart som beskrevs av Bigelow 1904. Timoides agassizi ingår i släktet Timoides och familjen Pandeidae.
Artens utbredningsområde är Indiska oceanen. Inga underarter finns listade i Catalogue of Life.